# Knoest en zijn drie zonen
Knoest en zijn drie zonen is een sprookje, opgetekend door de gebroeders Grimm in hun Kinder- und Hausmärchen onder volgnummer KHM138. De originele naam van het sprookje is Knoist un sine dre Sühne (in Duits Knoist und seine drei Söhne).

## Het verhaal
Een man woont tussen de bedevaartsplaats Werrel en Soest en heeft drie zonen; één is blind, de ander kreupel en de derde spiernaakt. De blinde schiet een haas, de kreupele vangt hem en de naakte doet hem in zijn tas (of jaszak). Ze komen bij een machtige rivier met drie boten en de ene gaat ervandoor, de tweede zinkt en in de derde zit geen bodem. Ze gaan aan boord van het schip zonder bodem en komen bij een groot bos met een machtige boom met een machtige kapel met een koster van beukenhout en een pastoor van bukshout. Ze delen wijwater uit met knuppels, zalig is de man die het wijwater ontlopen kan.

## Achtergronden
- Het sprookje komt uit Sauerland en was in dialect opgetekend.
- Met vertelde dit verhaal zingend, met langgerekte lettergrepen.
- Het sprookje behoort tot de leugensprookjes, zie leugenliteratuur en De dorsvlegel uit de hemel (KHM112), Het sprookje van Luilekkerland (KHM158) en Het leugensprookje uit Ditmar (KHM159). Niet uitgesloten is, dat het verhaaltje mede een parodie, of zelfs een spotternij is op gebruiken binnen de Rooms-Katholieke Kerk (bedevaarten, geloof aan wonderen). De laatste regel van het verhaal zou zelfs een parodie op een bijbeltekst kunnen zijn.
- In de oorspronkelijke tekst is de bukshouten pastoor van bussboom (letterlijke vertaling is boeteboom), een woordspeling en grap die in de Nederlandse taal niet werkt.
- Zie ook boomheiligdom.